# Бедфорд Парк (Илиноис)
Бедфорд Парк (енгл. Bedford Park) град је у америчкој савезној држави Илиноис.

## Демографија
По попису из 2010. године број становника је 580, што је 6 (1,0%) становника више него 2000. године.
| Група             | 2000.       | 2010.       |
| Белци             | 522 (90,9%) | 428 (73,8%) |
| Афроамериканци    | 6 (1,0%)    | 4 (0,7%)    |
| Азијати           | 1 (0,2%)    | 0 (0,0%)    |
| Хиспаноамериканци | 38 (6,6%)   | 141 (24,3%) |
| Укупно            | 574         | 580         |